# Liste der Biografien/Bone
Liste der Biografien |
Portal Biografien |
Personensuche
# |
A |
B |
C |
D |
E |
F |
G |
H |
I |
J |
K |
L |
M |
N |
O |
P |
Q |
R |
S |
T |
U |
V |
W |
X |
Y |
Z |
?
 
Ba |
Be |
Bd |
Bg |
Bh |
Bi |
Bj |
Bl |
Bm |
Bn |
Bo |
Br |
Bs |
Bu |
Bw |
By |
Bz
 
Boa–Boc |
Bod |
Boe |
Bof |
Bog |
Boh |
Boi–Bok |
Bol |
Bom |
Bon |
Boo |
Bop |
Boq |
Bor |
Bos |
Bot |
Bou |
Bov–Boz
 
Bona |
Bonc |
Bond |
Bone |
Bonf |
Bong |
Bonh |
Boni |
Bonj |
Bonk |
Bonl |
Bonm |
Bonn |
Bono |
Bonp |
Bonq |
Bonr |
Bons |
Bont |
Bonu |
Bonv |
Bonw |
Bonx |
Bony |
Bonz
Die Liste der Biografien führt alle Personen auf, die in der deutschsprachigen Wikipedia einen Artikel haben. Dieses ist eine Teilliste mit 126 Einträgen von Personen, deren Namen mit den Buchstaben „Bone“ beginnt.

## Bone
- Bone Crusher (* 1971), US-amerikanischer Rapper und Hip-Hop-Produzent
- Bone, Adrián (* 1988), ecuadorianischer Fußballspieler
- Bone, Eleanor (1911–2001), britische Wicca
- Boné, Facundo (* 1995), uruguayischer Fußballspieler
- Bone, Heinrich (1813–1893), deutscher Gymnasiallehrer
- Bone, Homer (1883–1970), US-amerikanischer Jurist und Politiker
- Bone, Jesse F. (1916–2006), amerikanischer Veterinärmediziner und Science-Fiction-Autor
- Bone, John (1930–2002), englischer Fußballspieler
- Bone, John Gavin (1914–1983), britischer Radrennfahrer
- Bone, Johnnie (1881–1962), schottischer Fußballspieler
- Bone, José (* 1989), ecuadorianischer Radrennfahrer
- Bone, Klaus-Dieter (* 1954), deutscher Fußballspieler
- Bone, Krayzie (* 1974), US-amerikanischer RapperKrayzie Bone (* 1974)

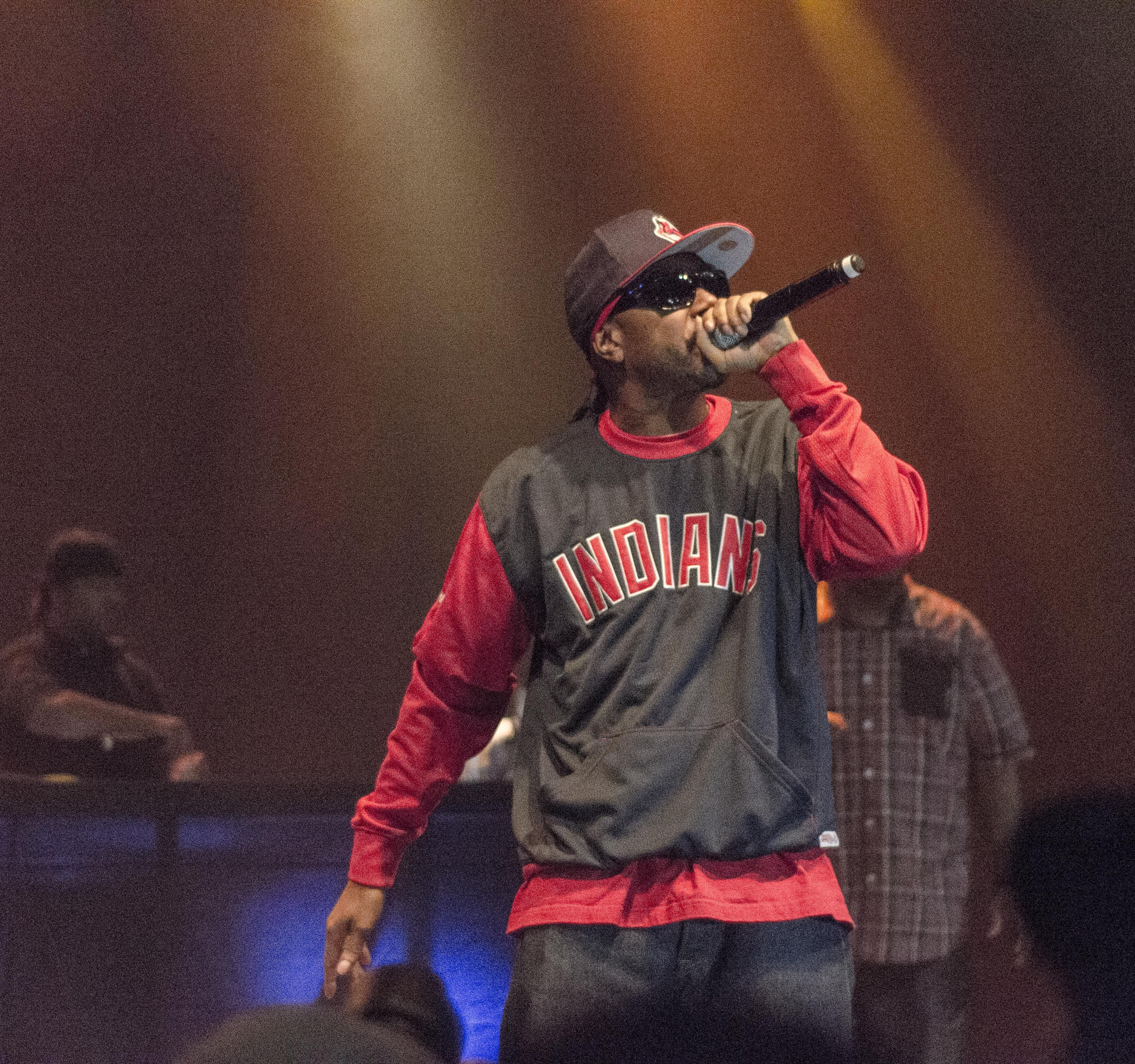
Krayzie Bone (* 1974)

- Bone, Muirhead (1876–1953), schottischer Radierer, Aquarellmaler, Zeichner sowie Kriegsmaler während des Ersten und Zweiten Weltkriegs
- Bone, Phyllis (1894–1972), britische Bildhauerin
- Bone, Ponty (1939–2018), US-amerikanischer Akkordeonist
- Bone, Quentin (1931–2021), britischer Zoologe und Meeresbiologe
- Bone, Scott Cordelle (1860–1936), US-amerikanischer Politiker
- Bone, Tiberiu (1929–1983), rumänischer Fußballspieler und -trainer
- Bone, William Arthur (1871–1938), englischer Chemiker
- Bone-Winkel, Stephan (* 1965), deutscher Immobilienunternehme und HonorarprofessorStephan Bone-Winkel (* 1965)

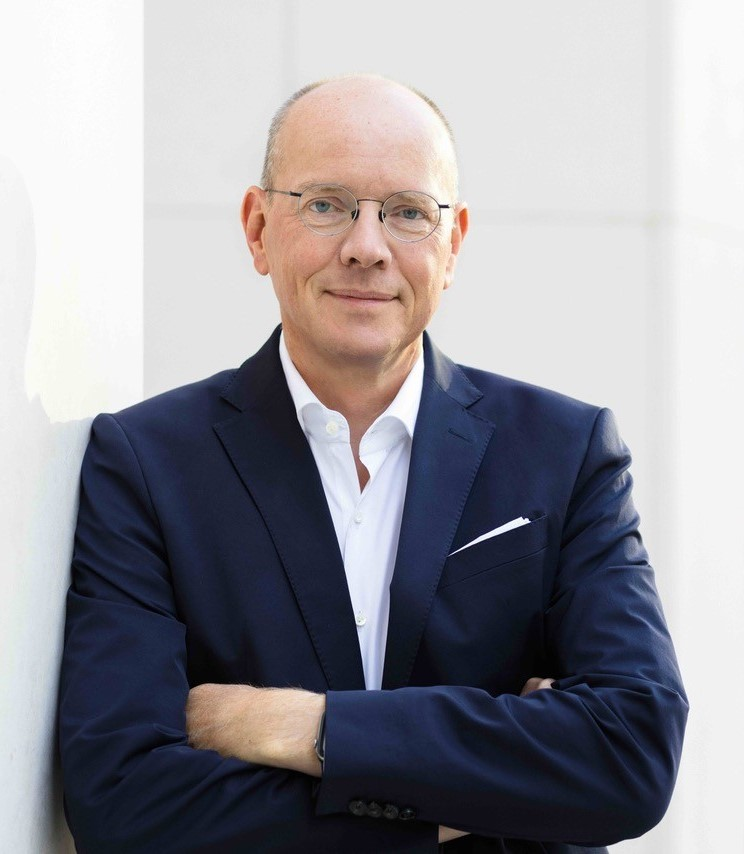
Stephan Bone-Winkel (* 1965)

### Boneb
- Bonebakker, Claire (1904–1979), niederländische Malerin

### Bonec
- Bonechi, Matteo (1669–1756), italienischer Maler

### Boned
- Boneder, Wolf (1894–1977), deutscher Hochspringer

### Bonef
- Bonefeld, Michael (* 1964), deutscher Rechtswissenschaftler
- Bonefeld, Willibrordis (1907–2002), deutsche Generaloberin und Ordensgründerin
- Boneff, Henri (1851–1930), Kaufmann, Präsident der Israelitischen Kultusgemeinde Bern

### Boneh
- Boneh, Dan (* 1969), israelisch-US-amerikanischer Informatiker und Kryptologe
- Bonehkohal, Hadi Saei (* 1976), iranischer Taekwondo-Athlet

### Bonel
- Bonell Tuset, Mònica (* 1971), andorranische Politikerin
- Bonell, Arnold (1921–1995), englischer Fußballspieler
- Bonell, Carlos (* 1949), britischer Gitarrist und Arrangeur
- Bonell, Gotthard (* 1953), italienischer Künstler, Grafiker und Sänger (Südtirol)
- Bonella, Rod (1937–2000), australischer Marathonläufer
- Bonelli, Angelo (* 1962), italienischer Politiker
- Bonelli, Antonio (* 1979), italienischer Volleyball-Trainer
- Bonelli, Aurelio (* 1569), italienischer Organist, Komponist und Maler
- Bonelli, Bernhard (* 1983), österreichischer Kabinettschef im Kabinett des österreichischen Bundeskanzlers Sebastian Kurz
- Bonelli, Cesare (1821–1904), italienischer General und Politiker
- Bonelli, Franco Andrea (1784–1830), italienischer Zoologe, Ornithologe und Sammler
- Bonelli, Giovanni Luigi (1908–2001), italienischer Autor, Comicautor und Verleger
- Bonelli, Karin (* 1988), österreichische Flötistin
- Bonelli, Luigi (1894–1954), italienischer Drehbuchautor
- Bonelli, Michele (1541–1598), italienischer Kardinal der Römischen Kirche
- Bonelli, Raphael M. (* 1968), österreichischer Neurowissenschaftler und PsychiaterRaphael M. Bonelli (* 1968)

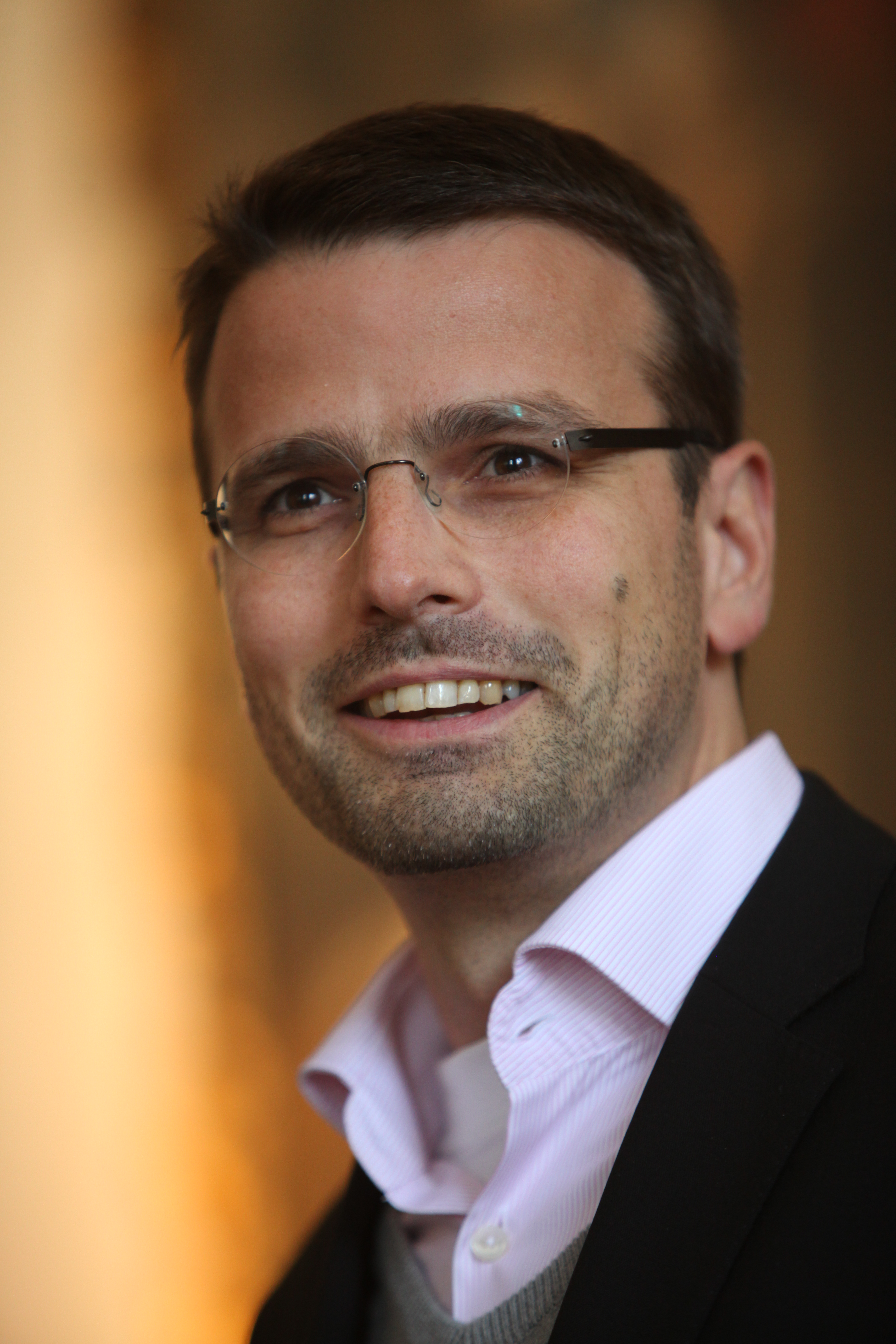
Raphael M. Bonelli (* 1968)

- Bonelli, Ricardo (1932–2009), argentinischer Fußballspieler
- Bonelli, Rosanna (* 1934), italienische Reiterin, Teilnehmerin am Palio di Siena
- Bonelli, Sergio (1932–2011), italienischer Comicautor und Verleger
- Bonelli, Valerio (* 1976), italienischer Filmeditor
- Bonello Dupuis, George (1927–2010), maltesischer Politiker
- Bonello, Bertrand (* 1968), französischer RegisseurBertrand Bonello (* 1968)

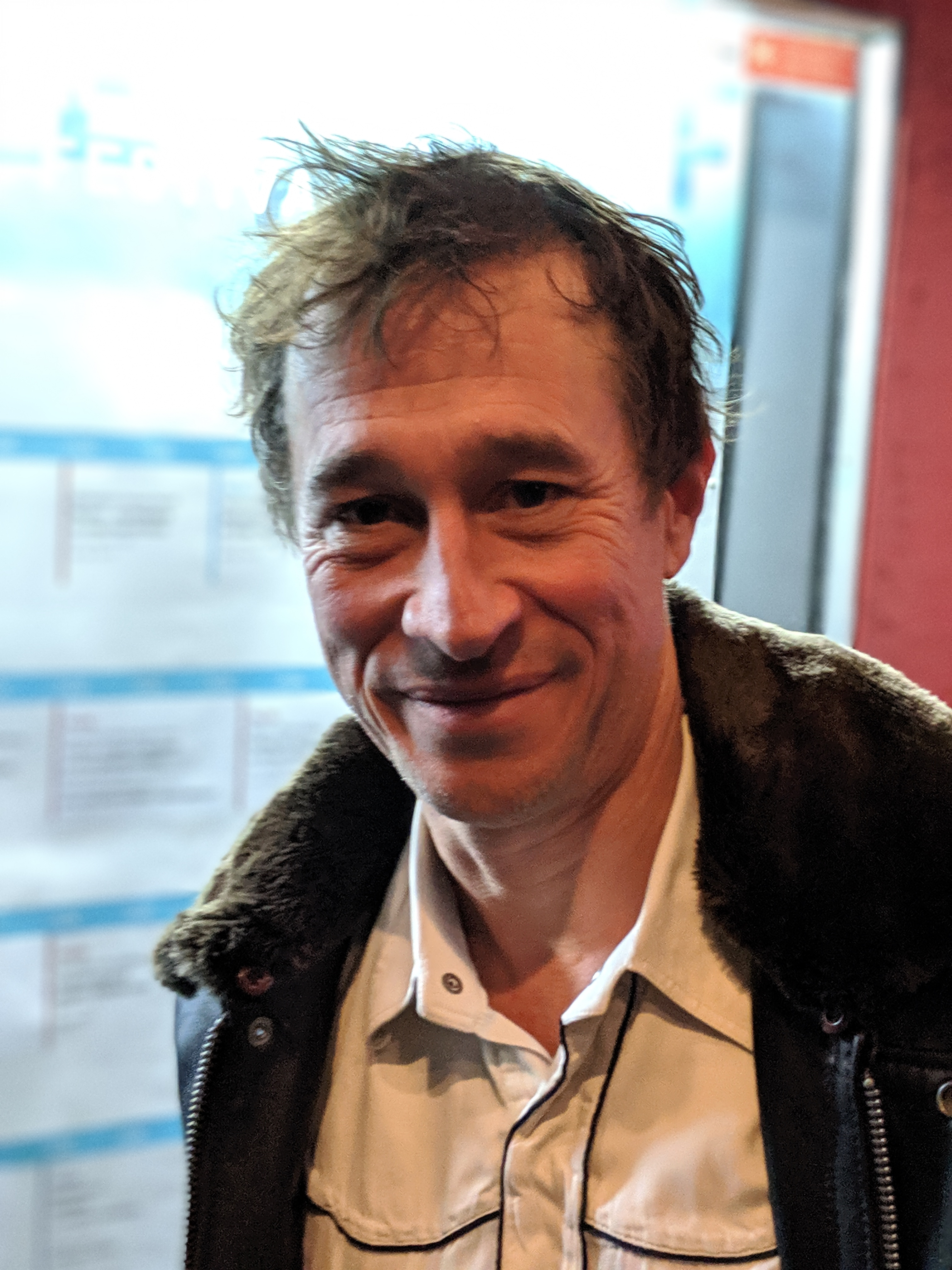
Bertrand Bonello (* 1968)

- Bonello, Etienne (* 1977), maltesischer Mountainbike- und Straßenradrennfahrer
- Bonello, Georges (1898–1985), französischer Fußballspieler
- Bonello, Henry (* 1988), maltesischer Fußballtorhüter
- Bonello, John (* 1958), maltesischer Fußballtorhüter
- Bonello, José (* 1961), maltesischer Ordensgeistlicher, römisch-katholischer Bischof von Juticalpa
- Bonelly, Rafael Filiberto (1904–1979), dominikanischer Politiker, Staatspräsident der Dominikanischen Republik

### Bonem
- Bonemilch, Johannes († 1510), deutscher römisch-katholischer Geistlicher, Mainzer Weihbischof

### Bonen
- Bonenberger, Johann Michael, schwäbischer Bildhauer
- Bonengel, Winfried (* 1960), deutscher Regisseur, Drehbuchautor und Dokumentarfilmer

### Boner
- Boner, Adolf (1901–1968), Schweizer Jurist und Politiker
- Boner, Alfred (1902–1988), deutscher Offizier, zuletzt Generalmajor im Zweiten Weltkrieg
- Boner, Alice (1889–1981), schweizerische Bildhauerin, Fotografin, Indologin, Kunsthistorikerin, Übersetzerin und Sammlerin
- Boner, Astrid (* 1935), deutsche Schauspielerin und Synchronsprecherin
- Boner, Bill (* 1945), US-amerikanischer Politiker
- Boner, Brian (* 1984), US-amerikanischer Politiker (Republikaner)
- Boner, Charles (1815–1870), englischer Dichter und Reiseschriftsteller
- Boner, Franz (1868–1941), deutscher Bankier
- Boner, Georg (1908–1991), Schweizer Historiker und Archivar
- Boner, Hans († 1523), deutsch-polnischer Kaufmann und Bankier, Gouverneur von Krakau
- Boner, Hans (1516–1562), Magnat
- Boner, Jakob Andreas († 1517), Händler und Bankier
- Böner, Johann Alexander (1647–1720), deutscher Kupferstecher in Nürnberg
- Boner, Lennart (* 1993), deutscher Basketballspieler
- Boner, Sandra (* 1974), Schweizer Fernsehmoderatorin
- Boner, Seraina (* 1982), Schweizer Skiläuferin
- Boner, Severin († 1549), Händler und Bankier
- Boner, Ulrich, Autor
- Bonera, Daniele (* 1981), italienischer Fußballspieler

### Bones
- Bones, Bobby (* 1980), US-amerikanischer Hörfunkmoderator und Entertainer
- Bones, Emma (* 1999), norwegische Schauspielerin
- Bonesana, Francesco (1649–1709), italienischer Graf, Nuntius und Bischof von Como
- Boness, Georg (1896–1944), deutscher SA-Führer
- Boness, Stefan (* 1963), deutscher Fotograf und Fotojournalist
- Bonesteel, Charles H. III (1909–1977), US-amerikanischer Offizier, General der US-Army
- Bonesteel, Charles H. Jr. (1885–1964), US-amerikanischer Offizier, Generalmajor der US-Army
- Bonestell, Chesley (1888–1986), US-amerikanischer Science-Fiction-Illustrator

### Bonet
- Bonet Gari, Lluis (1893–1993), katalanischer Architekt
- Bonet i Armengol, Jordi (1925–2022), spanischer Architekt
- Bonet i Verdaguer, Joan Ramon (* 1944), spanisch-mallorquinischer Liedermacher und Fotograf
- Bonet, Blai (1926–1997), spanischer Journalist, Dichter und Schriftsteller
- Bonet, Carlos (* 1977), paraguayischer Fußballspieler
- Bonet, Juan Pablo (1579–1633), spanischer Gehörlosenpädagoge
- Bonet, Lisa (* 1967), US-amerikanische Schauspielerin
- Bonet, Maria del Mar (* 1947), spanische Sängerin
- Bonet, Ona (* 2006), spanische Leichtathletin
- Bonet, Paula (* 1980), spanische Künstlerin und Schriftstellerin
- Bonet, Pépé (* 2003), kongolesisch-französischer Fußballspieler
- Bonet, Théophile (1620–1689), Schweizer Arzt
- Bonet-Manrique, Javier (* 1965), spanischer Hornist
- Boneta, Diego (* 1990), mexikanischer SchauspielerDiego Boneta (* 1990)

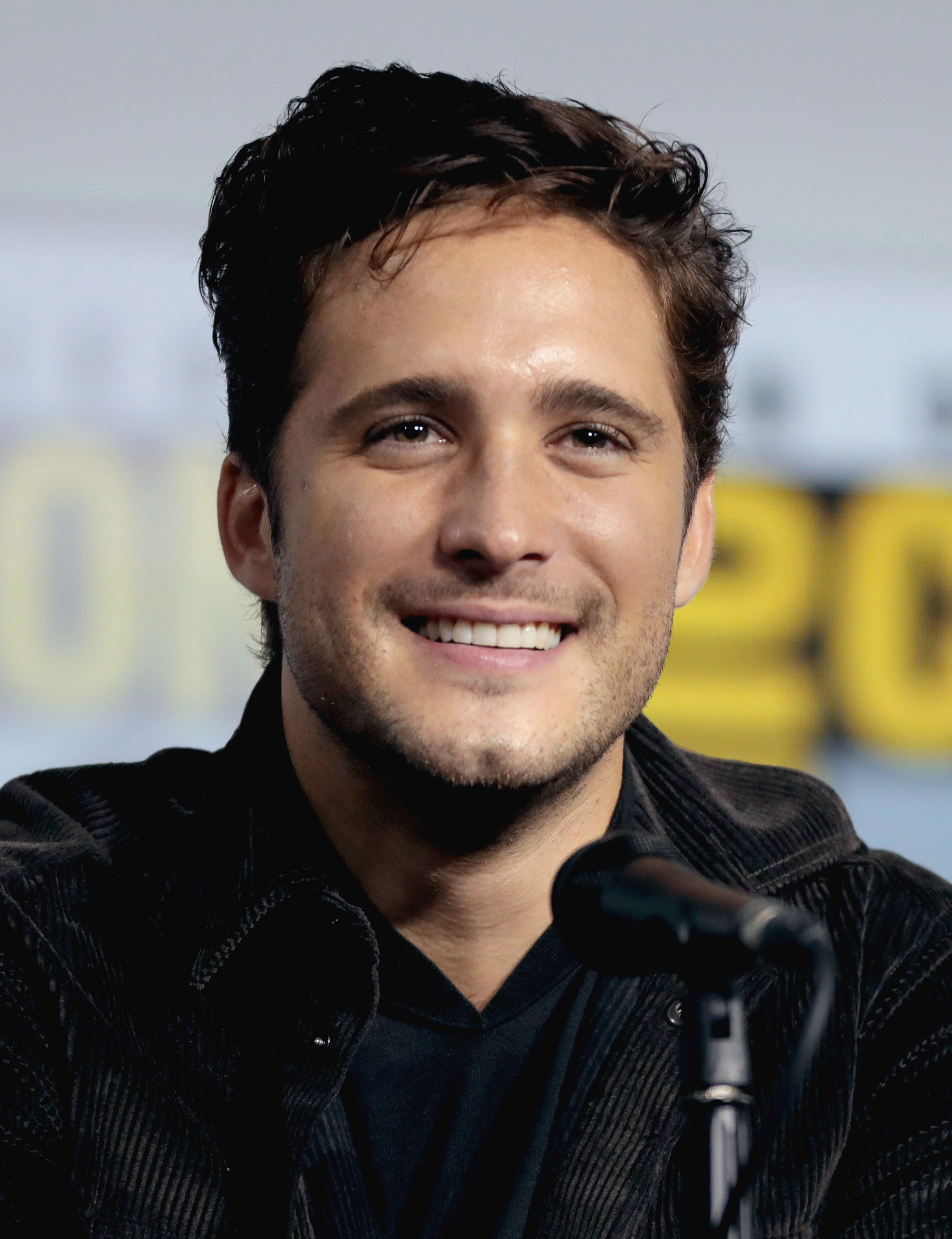
Diego Boneta (* 1990)

- Bonetat, Julien (* 1971), französischer Squashspieler
- Bonetsmüller, Elisabeth (1907–1987), deutsche Leichtathletin
- Bonetti, Augusto (1835–1904), italienischer Geistlicher
- Bonetti, Benito, Schweizer Skispringer
- Bonetti, Cleocir (* 1972), brasilianischer Geistlicher, römisch-katholischer Bischof von Caçador
- Bonetti, Elena (* 1974), italienische Mathematikerin und Politikerin
- Bonetti, Emil (1922–2007), österreichischer katholischer Priester
- Bonetti, John (1928–2008), US-amerikanischer Pokerspieler
- Bonetti, Josef, Schweizer Skispringer
- Bonetti, Massimo (* 1951), italienischer Schauspieler und Filmregisseur
- Bonetti, Peter (1941–2020), englischer Fußballtorwart
- Bonetti, Tatiana (* 1991), italienische Fußballspielerin
- Bonetto, Aline, französische Szenenbildnerin
- Bonetto, Felice (1903–1953), italienischer Automobilrennfahrer
- Bonetto, Riccardo (* 1979), italienischer Fußballspieler
- Bonetto, Rodolfo (1929–1991), italienischer Designer

### Bonev
- Bonevacia, Liemarvin (* 1989), curaçaoischer Leichtathlet
- Boneval Faure, Rembt Tobias Hugo Pieter Liebrecht Alexander van (1826–1909), niederländischer Rechtswissenschaftler und Politiker

### Bonew
- Bonew, Christo (* 1947), bulgarischer Fußballspieler
- Bonew, Nikola (1898–1979), bulgarischer Astronom
- Bonew, Wladimir (1917–1990), bulgarischer Politiker
- Bonewa, Simona (* 1990), bulgarische Biathletin
- Bonewitz, Herbert (1933–2019), deutscher Kabarettist

### Bonez
- Bonez MC (* 1985), deutscher Rapmusiker und DancehallmusikerBonez MC (* 1985)

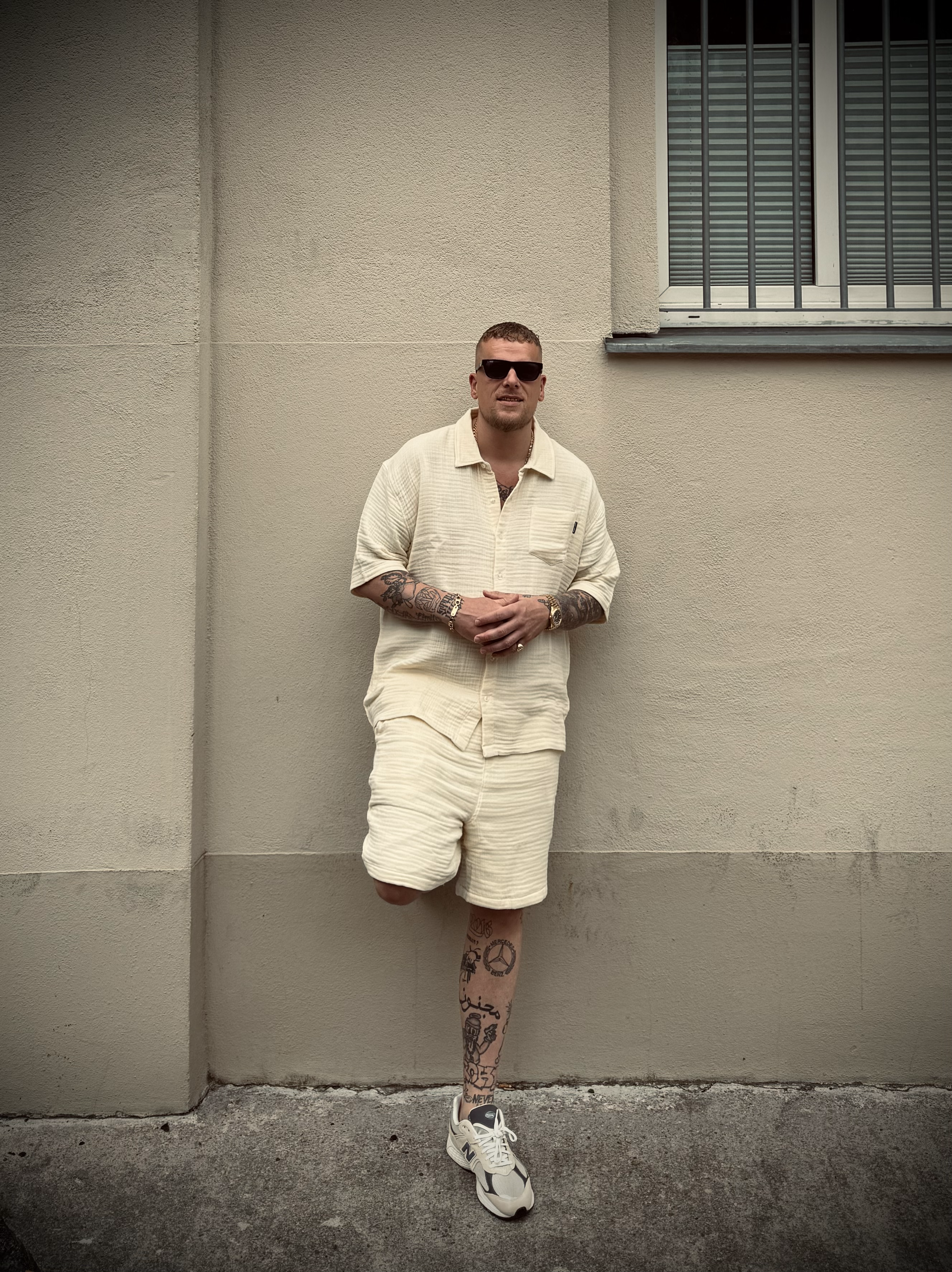
Bonez MC (* 1985)

- Bonezzi, Bernardo (1964–2012), spanischer Komponist